# ON THE ROAD 2015 "Journey of a Songwriter" (コンサートツアー)
ON THE ROAD 2015 "Journey of a Songwriter"（オン・ザ・ロード2015 ジャーニー・オブ・ア・ソングライター）は、2015年9月14日から2016年1月23日まで開催された浜田省吾のコンサートツアーである。24都市34公演。

## 概要
2015年4月29日に発売されたアルバム『Journey of a Songwriter 〜 旅するソングライター』を受けて開催されるツアーである。浜田のデビュー40周年を記念するツアーとなる。
コンサートツアーとしては『ON THE ROAD 2011 "The Last Weekend"』以来3年半ぶり、オリジナル・アルバムを引っ提げてのコンサートツアーとしては『ON THE ROAD 2005 "MY FIRST LOVE"』以来10年ぶりとなる。
このコンサートでは『Journey of a Songwriter 〜 旅するソングライター』に収録されている曲、全17曲全てを演奏する予定と発表された。
今回のステージは1部（ニューアルバムを中心とした構成）、そして15分の休憩を挟んで2部へ進むと発表された。

## バンドメンバー
- 浜田省吾 - Vocal, Guitar
- 小田原豊 - Drums
- 美久月千晴 - Bass
- 福田裕彦 - Keyboard
- 河内肇 - Piano
- 長田進 - Guitar
- 古村敏比古 - Saxophone
- 佐々木史郎 - Trumpet
- 清岡太郎 - Trombone
- 町支寛二 - Guitar, Backing Vocal & Sound Produced
- 中嶋ユキノ - Backing Vocal
- 竹内宏美 - Backing Vocal

## セットリスト
【参考】2015年9月14日、公演のセットリスト
第1部
1. 永遠のワルツ（Instrumental）
2. 光の糸
3. 旅するソングライター
4. マグノリアの小径
5. 美しい一夜
6. サンシャイン・クリスマスソング
7. 瓶に詰めたラブレター
8. 五月の絵画
9. ハッピー・バースデイソング
10. 夢のつづき
11. 夜はこれから
12. 恋する気分
13. きっと明日
14. アジアの風 青空 祈り Part-1 風
15. アジアの風 青空 祈り Part-2 青空
16. アジアの風 青空 祈り Part-3 祈り
17. 誓い

第2部
1. モノクロームの虹
2. Thank you
3. I am a father
4. 君の名を呼ぶ
5. ON THE ROAD
6. J.BOY

アンコール
1. 二人の夏
2. ラストショー
3. 永遠のワルツ
4. 青空のゆくえ

## 日程
| 日付               | 地区   | 会場                            | 備考                                                      |
| ------------------ | ------ | ------------------------------- | --------------------------------------------------------- |
| 2015年9月14日(月)  | 神奈川 | よこすか芸術劇場                |                                                           |
| 2015年9月15日(火)  | 神奈川 | よこすか芸術劇場                |                                                           |
| 2015年9月21日(月)  | 岩手   | 岩手県民会館 大ホール           |                                                           |
| 2015年9月23日(水)  | 青森   | リンクステーションホール青森    |                                                           |
| 2015年9月28日(月)  | 北海道 | ニトリ文化ホール                |                                                           |
| 2015年9月29日(火)  | 北海道 | ニトリ文化ホール                |                                                           |
| 2015年10月1日(木)  | 北海道 | 帯広市民文化ホール              |                                                           |
| 2015年10月3日(土)  | 北海道 | 旭川市民文化会館                |                                                           |
| 2015年10月13日(火) | 宮城   | 仙台サンプラザホール            |                                                           |
| 2015年10月15日(木) | 福島   | 郡山市民文化センター 大ホール   |                                                           |
| 2015年10月21日(水) | 富山   | オーバード・ホール              |                                                           |
| 2015年10月23日(金) | 石川   | 本多の森ホール                  |                                                           |
| 2015年10月25日(日) | 新潟   | 新潟県民会館                    |                                                           |
| 2015年11月2日(月)  | 大阪   | フェスティバルホール            |                                                           |
| 2015年11月3日(火)  | 大阪   | フェスティバルホール            |                                                           |
| 2015年11月5日(木)  | 兵庫   | 神戸国際会館こくさいホール      |                                                           |
| 2015年11月14日(土) | 長崎   | アルカスSASEBO                  |                                                           |
| 2015年11月16日(月) | 福岡   | 福岡サンパレスホテル＆ホール    |                                                           |
| 2015年11月17日(火) | 福岡   | 福岡サンパレスホテル＆ホール    |                                                           |
| 2015年11月25日(水) | 愛媛   | ひめぎんホール メインホール     |                                                           |
| 2015年11月27日(金) | 香川   | アルファあなぶきホール 大ホール |                                                           |
| 2015年12月9日(水)  | 東京   | NHKホール                       |                                                           |
| 2015年12月10日(木) | 東京   | NHKホール                       |                                                           |
| 2015年12月16日(水) | 愛知   | 名古屋センチュリーホール        |                                                           |
| 2015年12月17日(木) | 愛知   | 名古屋センチュリーホール        |                                                           |
| 2015年12月23日(水) | 鳥取   | とりぎん文化会館 梨花ホール     |                                                           |
| 2015年12月25日(金) | 広島   | 広島文化学園HBGホール           |                                                           |
| 2015年12月26日(土) | 広島   | 広島文化学園HBGホール           |                                                           |
| 2016年1月7日(木)   | 東京   | 東京国際フォーラムホールA       | ネパール被災地復興支援&海外人道支援チャリティーコンサート |
| 2016年1月8日(金)   | 東京   | 東京国際フォーラムホールA       | ネパール被災地復興支援&海外人道支援チャリティーコンサート |
| 2016年1月16日(土)  | 沖縄   | 沖縄コンベンションセンター      |                                                           |
| 2016年1月17日(日)  | 沖縄   | 沖縄コンベンションセンター      |                                                           |
| 2016年1月21日(木)  | 宮崎   | 宮崎市民文化ホール              |                                                           |
| 2016年1月23日(土)  | 鹿児島 | 鹿児島市民文化ホール第一        |                                                           |

## チケットについて
このツアーのチケットは一般のプレイガイドでは販売されず、すべてツアーサイト上で「ON THE ROADチケットセンター」に登録して購入する独自のシステムが採用された。チケット販売の種類には先行販売、一般販売、直前販売などがある。会場によっては当日券も販売される。また、このコンサートでは紙のチケットは発送されず全てデジタルチケットとなり、当日まで自分の座席が分からない仕組みになっている。会場の入口ゲートにて、専用機器で会員証（ファンクラブ会員先行販売）もしくは携帯電話画面のQRコード（その他の当選者）を読み込むことで、座席が印字された紙が手渡され、そこで初めて座席が分かるというものである。これはチケットの転売対策として、2009年に開催されたファンクラブ限定ツアー「100% FAN FUN FAN 2009 featuring Katz Hoshi 春の音楽会 "春来たりなば夏遠からじ…"」から試験的に導入された。
このコンサートでは身分証明が徹底されており、チケットを持っていても身分証明書を持っていない場合入場を拒否される。また、ユニークな身分証明の1つとして、「学生に限り、氏名の明記されたテストの答案用紙」というものがある。